# Palazzo Loffredo (Napoli)
Il palazzo Loffredo  è un palazzo tardo barocco di Napoli; sorge in via Loffredi.

## Caratteristiche
Il palazzo fu costruito nel XVIII secolo ed è impostato su uno zoccolo in piperno sormontato da bugne piatte in cui si aprono le aperture rette da mensole ed un portale tra lesene, sormontato da un balcone con balaustra marmorea. La facciata è scandita da lesene composite in ordine gigante che inquadrano finestre arcuate con balaustre marmoree.
Nell'interno, con pregevole pavimentazione in piperno, si accede ad una sala ottagonale con copertura a lacunari, posta in diretta comunicazione con la scala a sinistra e, a dritto, con una sala quadrata che in origine era il primo cortile: qui si trova un pilastro che regge una copertura in cui si aprono quattro lucernai.
Oggi il palazzo è frazionato in molti appartamenti, ma conserva alcuni soffitti affrescati riconducibili al '700.